# Ambrosius Stub

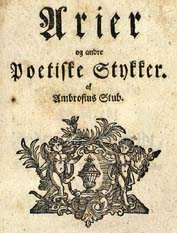
Titelblatt der Werkausgabe, die T.S. Heiberg 1771 herausgab

Ambrosius Stub (* Mai 1705 in Gummerup, Gemeinde Glamsbjerg auf Fünen; † 15. Juli 1758 in Ribe) war ein dänischer Dichter.

## Leben
Das genaue Geburtsdatum ist unbekannt, getauft wurde Ambrosius Stub am 17. Mai 1705 in Verninge. Als Sohn eines Schneiders konnte Ambrosius Stub nur dank adeliger Gönner, bei denen sein Vater arbeitete, eine Lateinschule in Odense besuchen. 1725 immatrikulierte er sich an der Universität Kopenhagen und studierte dort fast zehn Jahre lang Theologie, jedoch ohne ein Examen zu erwerben. Während Stubs Studienzeit weckten Gastspiele der deutschen und italienischen Oper sein Interesse für Musik. Beschäftigungen als Gesellschaftspoet und Sekretär in Adelshäusern finanzierten ihm den Lebensunterhalt.
1734 gab Ambrosius Stub das Studium auf und kehrte in seine Heimat zurück. Dort lernte er die Priestertochter Mette Cathrine Schousboe kennen und heiratete sie 1735. Mettes ererbter Gutshof verlor durch Fehlwirtschaft rasch an Wert, die Lebensverhältnisse des Ehepaares wurden immer ärmlicher. Zwei von vier gemeinsamen Kindern kamen sehr früh ums Leben. 1747 verstarb Stubs Gattin im Alter von 31 Jahren.
Fünf Jahre später zog Ambrosius Stub nach Ribe, wo er einen engen Kontakt zum Bischof Hans Adolph Brorson pflegte. Schwer an Gicht erkrankt und unter Alkoholproblemen leidend, verbrachte er hier als Lehrer seine letzten Lebensjahre.

## Werke
Seine ersten Gedichte verfasste Stub als 23-jähriger Student, doch zu seinen Lebzeiten wurden nur sechs Texte von ihm gedruckt (1752). Eine erste Werkausgabe erschien postum 1771, weitere Sammlungen mussten aus Liederbüchern zusammengefügt werden, wobei die Zuschreibung einzelner Gedichte, Arien etc. umstritten blieb.
Stubs literarische Tätigkeit lässt eine große Vielfalt erkennen: Philosophische und religiöse Dichtung findet sich ebenso wie Gelegenheitsverse, Trinklieder und Liebeslyrik.
Als Bekenntnis zur Tugendhaftigkeit ist sein Du deylig Rosen-Knop (Du schöne Rosenknospe) zu verstehen: Die welkende Rose wird mit der vergänglichen Schönheit verglichen; beständig sei nur die Tugend. In Den kiedsom Winter gik sin Gang (Der trübe Winter ging dahin) wird im Stile des Rokoko der Einzug des Frühjahrs dargestellt. Ein düster gestimmter Dichter beobachtet den Wandel der Natur. Aber auch für ihn werden freundlichere Zeiten kommen, wie eine göttliche Vorsehung zu verstehen gebe. Entscheidend seien Geduld und Standhaftigkeit.
Stubs Schaffen in Ribe ist vom Pietismus beeinflusst. Hier thematisiert er die Furcht vor Tod und Hölle sowie den sittlichen Verfall der Welt. Inspirierend für ihn war neben der Barockdichtung vor allem der deutsche Autor und Musiker Johann Sigismund Scholze, alias Sperontes.

## Schriften
- Arier og andre poetiske Stykker. Udg. af T.S. Heiberg, København 1771 [2. Aufl. 1780]
- Digte. Udg. med indledning og noter af Erik Kroman [2 Bände], København 1972.